# Jerzy Rossudowski
Jerzy Rossudowski (Pociejki, 9 dicembre 1914 – Varsavia, 19 agosto 1944) è stato un cestista polacco.

## Carriera
Ha disputato i Campionati europei del 1939 con la Polonia, vincendo la medaglia di bronzo.